# Jimmy Devins
Jimmy Devins (eigtl. James Devins, * 20. September 1948 in Sligo, Irland) ist ein ehemaliger irischer Politiker der Fianna Fáil.

## Biografie
Jimmy Devins arbeitete seit 1975 und vor seiner politischen Karriere als Hausarzt in Sligo.
1991 wurde er in den Sligo County Council gewählt und konnte dort seinen Sitz 1999 verteidigen. Bei den Wahlen zum Dáil Éireann 2002 kandidierte er erstmals für einen Sitz im Wahlkreis Sligo–Leitrim. Durch seinen Erfolg zog Devins als Teachta Dála in den Dáil Éireann ein. 
Bei den Wahlen 2007 wurde der Wahlkreis neugeordnete und erhielt den Namen Sligo–North Leitrim. Es gelang Devins, den Sitz zu verteidigen. Am 9. Juli 2007 wurde er von Taoiseach Bertie Ahern zum Staatsminister im Gesundheits-, im Erziehungs- und im Wirtschaftsministerium für körperlich und psychisch Behinderte in der Regierung Ahern III ernannt. Mit dem Regierungswechsel auf Brian Cowen wurde Devins zum Staatsminister für Forschung, Entwicklung und Innovation im Wirtschafts- und im Erziehungsministerium ernannt. Als Cowen im April 2009 allerdings alle 20 Staatsministerinnen und Staatsminister entließ und nur 15 neue ernannte, büßte er seinen Posten ein. Devins trat schließlich aus der Fianna Fáil aus.  
Bei den Wahlen 2011 trat er nicht mehr an.

## Leben
Devins ist mit der Richterin Mary Devins seit 1975 verheiratet. Sein Großvater James Devins war Politiker der Sinn Féin und Abgeordneter im Dáil Éireann 1921 bis 1922. Sein Cousin Jude Devins war Kommunalpolitiker.